# Mariusz Hajdasz
Mariusz Hajdasz (ur. 9 października 1948, zm. 19 maja 1995 w Szczecinie) – polski inżynier mechanik, wynalazca, doktor nauk technicznych, specjalista w zakresie materiałoznawstwa, odlewnictwa i technik wytwarzania, nauczyciel akademicki Politechniki Szczecińskiej (1974-1978), a następnie Wyższej Szkoły Morskiej (WSM) w Szczecinie (1978-1995). Pochowany na Cmentarzu Komunalnym Szczecin Zdroje.

## Wykształcenie i praca zawodowa
W 1974 roku ukończył studia na Wydziale Budowy Maszyn i Okrętów Politechniki Szczecińskiej. W 1998 roku obronił rozprawę doktorską, w Instytucie Odlewnictwa. Członek Komitetu Budowy Maszyn Oddziału Poznańskiego PAN i członek Rady Technicznej Polskiego Rejestru Statków XII kadencji. Od 1991 roku pełnił funkcje kierownika Zakładu Materiałoznawstwa i Spawalnictwa oraz dyrektora Instytutu Nauk Podstawowych Technicznych Wydziału Mechanicznego WSM. Naukowo zajmował się technologią wytwarzania narzędzi nieiskrzących. Autor ponad 50 publikacji naukowych i twórca wynalazków, w tym chronionych patentami.

## Wyróżnienia i odznaczenia
Hajdasz za swoją działalność otrzymał szereg odznaczeń, w tym Złoty Krzyż Zasługi, Srebrny Krzyż Zasługi, Złotą Odznakę Stowarzyszenia Odlewników Polskich, Złotą Odznakę Naczelnej Organizacji Technicznej i Złotą Odznakę Gryfa Pomorskiego.

## Wybrane prace
- Mariusz Hajdasz, Tadeusz Pawlik. Urządzenie do rozdziału materiału ziarnistego według masy ziarnistej. Patent UP RP, nr P. 230487, 1982[6].
- Mariusz Hajdasz, Janusz Birkenfeld, Sposób odcinania układów wlewowych i przelewowych. Patent UP RP, nr P. 255324, 1987[7].
- Mariusz Hajdasz, Technologia metali. Wyższa Szkoła Morska w Szczecinie, Szczecin 1992.